# Platychelus discolor
Platychelus discolor är en skalbaggsart som beskrevs av Hermann Burmeister 1844. Platychelus discolor ingår i släktet Platychelus och familjen Melolonthidae. Inga underarter finns listade i Catalogue of Life.